# Convair XB-53
El Convair XB-53 fue un avión bombardero medio a reacción, diseñado por Convair para las Fuerzas Aéreas del Ejército de los Estados Unidos. Con un radical diseño sin cola y de flecha invertida, el avión tenía un aspecto futurista; sin embargo, el proyecto fue cancelado antes de que cualquiera de los dos prototipos fuera completado.

## Diseño y desarrollo
El proyecto fue designado originalmente XA-44 en 1945 bajo la antigua categoría de "ataque". Diseño poco usual de ala en flecha invertida propulsado por tres turborreactores J35-GE, el proyecto fue desarrollado en paralelo con el XB-46 de Convair. Tendría un ala con una flecha invertida de 30° y un ángulo diedro de 8º que fue tomado prestado de la investigación alemana de la guerra. La configuración de ala en flecha invertida daría al avión unos mayores régimen de ascenso y maniobrabilidad. Parecía lo suficientemente prometedor como para que la Fuerza Aérea del Ejército considerase cancelar el XB-46 en favor del XA-44, ya que no había suficientes fondos para ambos.
Clasificado como bombardero medio, el XB-53 habría llevado hasta 5444 kg de bombas, así como 40 Cohetes Aéreos de Alta Velocidad (HVAR) montados en soportes subalares.
Convair abogó por completar el prototipo del XB-46 como bancada volante, sin armamento ni otro equipo, y por la sustitución de dos XA-44 por otras dos células de B-46 de contrato. La Fuerza Aérea ratificó esto en junio de 1946, pero el proyecto no progresó, ni fueron construidos B-46 adicionales. El XA-44 fue redesignado XB-53 en 1948 cuando la categoría "ataque" fue abandonada, pero el proyecto fue cancelado antes de que los dos prototipos fueran completados. El programa XA-44 fue recuperado en febrero de 1949, pero solo por poco tiempo.

## Especificaciones (estimadas)
Referencia datos: Jones 1974

### Características generales
- Tripulación: Cuatro
- Longitud: 24,2 m (79,4 ft)
- Envergadura: 24,6 m (80,7 ft)
- Altura: 7,2 m (23,7 ft)
- Superficie alar: 127,3 m² (1370 ft²)
- Peso vacío: 14 406 kg (31 750,8 lb)
- Peso máximo al despegue: 27 215 kg (59 981,9 lb)
- Planta motriz: 3× turborreactor General Electric J35.
  - Empuje normal: 17,8 kN (1814 kgf; 3999 lbf) de empuje cada uno.

### Rendimiento
- Velocidad máxima operativa (Vno): 933 km/h (580 MPH; 504 kt)
- Alcance: 3218 km (1738 nmi; 2000 mi)
- Techo de vuelo: 13 412 m (44 003 ft)

### Armamento
- Bombas: 5444 kg

## Aeronaves relacionadas

### Secuencias de designación
- Secuencia Numérica (interna, continuación de Vultee): ← 109 - 110 - 111 - 112 - 115 - 116 - 117 →
- Secuencia A-_ (Aviones de Ataque del USAAS/USAAC/USAAF, 1924-1947): ← A-41 - A-42 - A-43 - A-44 - A-45
- Secuencia B-_ (Bombarderos del USAAC/USAAF/USAF, 1925-1962): ← B-50 - B-51 - B-52 - B-53 - B-54 - B-55 - B-56 →